# Judit Bar-Ilan
Judit Bar-Ilan (* 1958; † 16. Juli 2019) war eine israelische Informationswissenschaftlerin, die sich insbesondere mit der Bibliometrie beschäftigte.

## Leben
Bar-Ilan studierte an der Hebräischen Universität Jerusalem, wo sie 1981 ihren Bachelor in Mathematik und Informatik erhielt, 1983 ihren Master in Mathematik und 1990 bei Michael O. Rabin und Michael Ben-Or promovierte. 
Im Anschluss war sie Postdoc am Weizmann-Institut für Wissenschaften und Dozentin an der Universität Haifa. Danach kehrte sie an die Hebräische Universität zurück, wo sie bis 2005 als Dozentin tätig war. 2006 wechselte sie an die religiös-zionistische Bar-Ilan-Universität als Professorin in den Informationswissenschaften.
In der Nummer 3, Band 123 (2020) der Zeitschrift Scientometrics sind einige Beiträge speziell ihrem Andenken gewidmet.

## Mitgliedschaften
Bar-Ilan war Mitglied in zahlreichen internationalen Vereinigungen, unter anderem der Association for Computing Machinery, der American Society for Information Science and Technology sowie der International Society for Scientometrics and Informetrics. Sie war Herausgeberin verschiedener Zeitschriften, zum Beispiel Scientometrics, Cybermetrics und Journal of Informetrics.

## Auszeichnungen
Sie gewann verschiedene Auszeichnungen für ihr wissenschaftliches Werk. Hervorzuheben ist der Derek John de Solla Price Award, den sie 2017 für herausragende Leistungen in der quantitativen Wissenschaftsforschung erhalten hat.